# Bhopalulykken
Bhopalulykken var en industriulykke, der fandt sted den 3. december 1984 på en sprøjtemiddelfabrik i den indiske by Bhopal. Industrianlægget var ejet og drevet af det indiske selskab Union Carbide India Limited, der var ejet af den amerikanske koncern Union Carbide (50,9 %) og af en række indiske statsejede banker og andre indiske investorer (49,1 %). Fabrikken i Bhopal blev etableret i 1969 med henblik på at producere pesticidet carbaryl. Som led i produktionen af carbaryl anvendes methylisocyanat (MIC), som fabrikken begyndte at producere i 1979.
Ulykken indtrådte ved midnatstid, da fabrikken udledte methylisocyanat og andre giftgasser, som mere end 500.000 mennesker i de omkringliggende slumkvarterer kom i berøring med. Oplysninger om antallet af døde som følge af ulykken varierer. Det officielle antal døde som direkte følge af udslippet er 2259 mennesker. Den lokale regering i Madhya Pradesh har bekræftet et antal på 3787 døde som følge af udslippet. Andre regeringskilder anslår dødstallet til 15.000, og andre igen anslår at mellem 8000 og 10.000 døde inden for de første 72 timer, og at yderligere 25.000 senere døde som følge af at være blevet udsat for gassen. Mere end 25 år efter gasudslippet lækker 390 ton giftige kemikalier fortsat giftige substanser til regionens grundvand, hvilket berører tusinder af lokale beboere. Omfanget af den fortsatte forurening er dog omstridt.

## Udslippets forløb
Umiddelbart efter ulykken verserede i pressen en række spekulationer om årsagerne til udslippet og den efterfølgende katastrofe. Der er aldrig opnået enighed om præcist hvilke årsager og hvilket hændelsesforløb, der ledte til ulykken, men der synes i dag at være enighed om, at udslippet skyldes, at der kom vand i en tank indeholdende ca. 41 ton MIC, og at der herefter indtrådte en kemisk reaktion, der havde til følge, at trykket i tanken steg kraftigt, hvorefter giftgas undslap via en ventil. Af en af analysefirmaet Arthur D. Little udarbejdet rapport fra maj 1988  fremgår, at udslippet fandt sted i en opbevaringstank nr. 610. Af uvisse årsager var der blevet koblet en vandslange til tanken, og igennem denne var der på et tidspunkt om aftenen den 2. december mellem kl. 22.20 og 22.40 blevet pumpet vand ind i tanken. Umiddelbart efter steg trykket i tanken, og der fandt et mindre udslip af gasser sted. Fabrikkens arbejdere forsøgte at lokalisere årsagen til udslippet, og fik også i første omgang standset dette ved at lukke af for nogle rør, hvorigennem gassen var undsluppet. Kort efter midnat kunne det imidlertid konstateres, at der fortsat var en usædvanlig trykudvikling i tanken, og fabrikkens arbejdere opdagede herefter vandslangen, der var tilsluttet tanken. Efterfølgende undersøgelser viste, at der formentlig var fyldt mellem 500 og 1000 liter vand i tanken. Da fabrikkens arbejdere konstaterede, at der var fyldt vand i tanken, og at trykket steg kraftigt i tanken, besluttede de sig for at tømme 1 ton af tankens indhold over i en anden enhed for at fjerne vandet fra tank 610. I forbindelse med dette forsøg på flytning af tankens indhold indtraf det væsentligste udslip.
Det er omdiskuteret, hvorvidt vandet kom ind i tank 610 som følge af en tilkoblet vandslange, eller om vandet kom ind som en utilsigtet konsekvens af et forsøg på at rengøre anlægget. Under de efterfølgende retssager hævdede flere arbejdere på fabrikken, at de ikke var bekendt med, at MIC ikke måtte komme i forbindelse med vand, og at der blev benyttet vand i forbindelse med rengøring af rørsystemerne.

## Retsligt efterspil
Umiddelbart efter ulykken blev indledt en række retssager, der involverede den amerikanske og indiske regering, lokale myndigheder, Union Carbide og ofrene for ulykken. Den indiske regering vedtog en lov, der gav den indiske regering ret til at repræsentere ofrene under retssagernne. I februar 1989 blev indgået forlig mellem Union Carbide og den indiske regering om, at Union Carbide, der i mellemtiden var blevet overtaget af Dow Chemical Company, betalte en erstatning på 470 mio. USD, der skulle indbetales til en fond administreret af den indiske regering til hjælp til ofrene. Som led i forliget anerkendte Union Carbide et moralsk ansvar for ulykken. Retsforliget fra 1989 blev efterfølgende af aktivister indbragt for den indiske højesteret, der imidlertid i 1991 afviste protesterne mod forliget, Den indiske højesteret afviste atter i 2007 endnu en begæring om omstødelse af forliget fra 1989.
Der blev af andre ofre og beboere i Bhopal forsøgt rejst en række erstatningssager ved de amerikanske domstole, hvor der blev krævet erstatning ud over hvad der var blevet aftalt ved forliget for den indiske højesteret. Disse sager blev i 2006 afvist fra de amerikanske domstole. En anden retssag blev anlagt i 1999 med krav om erstatning og kompensation for "forbrydelser mod menneskeheden". Denne retssag blev afvist i 2021 og appel afvist.
Der blev anlagt en straffesag ved indiske domstole, at der 26 år efter ulykken i 2010 blev afsagt dom over otte indiske ansatte og medlemmer af ledelsen af den indiske fabrik. De dømte blev idømt to års fængsel og bøder på 100.000 indiske rupees. De dømte var alle over 70 år, og en enkelt døde, inden dommen blev afsagt. De dømte blev kort efter dommen løsladt mod kaution. Ingen er blevet dømt for straffelovsovertrædelser i de amerikanske retssager.